# Хонорат II Савойски-Вилар
Хонорат II Савойски-Вилар (на италиански: Onorato II di Savoia-Villars, Онорато II ди Савоя-Вилар, на френски: Honorat II de Savoie, Онора II дьо Савоа; * сл. 4 юни 1511; † 20 септември 1580) е италиански кондотиер, граф на Танд (1575 – 1580), граф на Вилар (1531 – 1565), маркграф на Вилар (1565 – 1580), маршал на Франция (от 1571), адмирал на Франция (1572 – 1578).

## Произход
Той е син на Райнер Савойски-Вилар, нар. още „Големи Извънбрачни Савойски“ (* ок. 1473, † 1525), граф на Вилар (1497) и на Танд (1501), основоположник на кадетския клон на Савойската династия Савоя-Вилар, и на Анна Ласкарис (* 1487, † 1554). Когато пише завещанието си на 4 юни 1511 г. баща му не го споменава, следователно Хонорат е роден след тази дата. Има един брат и три сестри:
- Клавдий (* 1507, † 1566), граф на Танд, граф на Сомарива през 1561 г. и губернатор на Прованс от 1525 до 1566 г., съпруг на Мария дьо Шабан дьо Ла Палис и на Франсоаз дьо Фоа-Кандал
- Магдалена (* ок. 1510, † 1586), съпруга на конетабъл Ан дьо Монморанси
- Изабела († 1552), съпруга на Рене дьо Бастарне, граф на Бушаж
- Маргарита († 1591), съпруга на Антоан II Люксембургски, граф на Бриен и на Лини

## Биография

### Младост
Израства във френския двор. Първото му споменаване е в дарение на краля на Франция през 1524 г. По този повод получава сеньориите Сент Менулд, Пасаван и Васи. Споменат е и в транзакция от 11 май 1528 г., заедно с брат му, Клавдий, относно брака му.
На 25 август 1531 г. получава инвеститурата на Графство Вилар от савойския херцог Карл III. Този акт показва, че Хонорат трябва да е бил пълнолетен.

### Военна кариера[4]и брак
През 1536 г. участва в кампанията в Пикардия, по време на която войските на Карл V обсаждат Перон. През 1537 г. е при адмирал Клод д'Анбо.
През 1540 г. се жени за Жана-Франсоаза дьо Грейи-Фоа – единствена дъщеря и наследница на Ален дьо Фоа-Кандале и Франсоаз дьо Монпеза, виконтеса на Кастийон. Тя му носи като зестра виконтство Кастийон сюр Дордон, баронства Монпезат, Егийон, Мадейлан, Сент Ливрад (първоначално Херцогство Егийон, създадено през 1599 г. за Анри дьо Майен, син на Хенриета Савойска-Вилар) и др. Има една дъщеря, Хенриета. Жена му е първа братовчедка на Франсоаз дьо Фоа-Кандал, втора съпруга на Клавдий Савойски-Вилар, по-големият брат на Хонорат II.
Той придружава краля на Франция Анри II в пътуването му до Лотарингия през 1552 г. През 1553 г. спасява град Еден, обсаден от принца на Пиемонт в рамките на Италианските войни. Придружава крал Шарл IX между 1564 и 1566 г. на обиколка из Франция, която кралицата-майка Катерина де Медичи организира, за да опознае кралството си и за да се представи на неговите поданици.
Ранен е в битката при Сен Кантен на 10 август 1557 г., което не му попречва да окаже помощ на Корби, обсаден от испанците на Карл V. Участва в Асемблеята на грандовете на Франция в Мулен през 1558 г.
Влага много усърдие в битките с хугенотите, участвайки в битките при Сен Дени (10 ноември 1567 г.) и Монконтур (3 октомври 1569 г.).
През 1565 г. Сеньория Вилар е издигната в негова полза в маркграфство от братовчед му, Савойският херцог Емануил Филиберт – суверен на тези земи. Номиниран през 1570 г. от крал Шарл IX, Хонорат II наследява Блез дьо Монлюк на 4 януари 1571 г. като генерал-лейтенант на Гиен. Кралят го възнаграждава, като го издига в маршал на Франция през 1571 г. Той също го обявява за адмирал на Франция и на Левантските морета през 1572 г. след смъртта на Гаспар II дьо Колини. Генерал-лейтенант на краля в Гиен, той ръководи репресиите срещу хугенотите през 1573 г.
През 1572 г., след смъртта на своя племенник Хонорат I Савойски-Вилар, който не е направил завещание, Хонорат II Савойски претендира за наследството на Графство Танд и земите на Прованс като законен носител на тези права. Неговата племенница Рената Савойска-Танд, господарка на Юрфе, също възнамерява да поиска правата на брат си Хонорат I. Напрежението вълнува региона и са изпратени войски. След това привържениците на двете семейства се противопоставят един на друг в град Танд: Юрфалини, поддръжници на Господарката на Юрфе, и Милиавини, поддръжници на Маркграфа на Вилар. Победата отива у първите и Господарката на Юрфе прогонва привържениците на Маркиза от Танд, като ги преследва чак до Генуа. Едва през ноември 1575 г. намесата на Савойския херцог намира компромис и слага край на конфликта. Между 1574 и 1581 г. Савойският херцогски дом присвоява Графство Танд.
Подава оставка през 1578 г. от службата си на адмирал в полза на своя зет Шарл дьо Лотарингски. херцог на Майен. Кралят го прави рицар на Ордена на Светия Дух на 1 януари 1579 г.
Хонорат II Савойски умира през 1580 г. на 69-годишна възраст. Лобното му място не е точно посочено. Възможни места са Париж, Лош или Пресини ан Турен.

## Брак и потомство
∞ 1540 за Жан-Франсоаз дьо Грейи-Фоа, дъщеря на граф Ален дьо Фоа-Кандал и Франсоаз дьо Монпеза, виконтеса на Кастийон, от която има една дъщеря:
- Хенриета Савойска-Вилар (* 1541/42; † 14 октомври 1611, Соасон), ∞ 1. 26 юни 1560 за Мелхиор дьо Летр-Деспре (* 1525, † ок. 1568/1672), господар на Монпеза и на Фу, сенешал на Поату, от когото има осем деца 2. 3 юли, 23 юли или 6 август 1576 за Шарл III Лотарингски, херцог на Майен (* 1554, † 1611), от когото има четири деца

Има една извънбрачна дъщеря от неизвестна жена:
- Жана Савойска-Вилар, ∞ 13 април 1569 в Пресини за Никола дьо Тиен